# Liste des monuments aux morts dans les Landes
 (juillet 2024).
Pour un article plus général, voir Liste des œuvres d'art des Landes.
Cet article vise à recenser les monuments aux morts dans les Landes, en France.

## Liste
Les monuments sont classés par ordre alphabétique de communes, ou anciennes communes. Si une commune possède plusieurs monuments, ils sont classés par ordre chronologique des conflits commémorés.
| Œuvre                                                                                  | Auteur                                             | Commune                  | Localisation                                                                                         | Notes                                                  | Installation             | Coordonnées                        | Illustration |
| -------------------------------------------------------------------------------------- | -------------------------------------------------- | ------------------------ | --- | ------------------------------------------------------ | ------------------------ | ---------------------------------- | --- |
| Monument aux morts                                                                     | Louis Grimal                                       | Aire-sur-l'Adour         | À déterminer                                                                                         |                                                        | À déterminer             | à géolocaliser                     | Monument aux morts |
| Monument aux personnes abattues le 12 juin 1944                                        | À déterminer                                       | Aire-sur-l'Adour         | À déterminer                                                                                         |                                                        | À déterminer             | à géolocaliser                     | Monument aux personnes abattues le 12 juin 1944                                                                                                 |
| Monument aux morts,                                                                    | À déterminer                                       | Amou                     | Rue Saint-Pierre, à côté de l'église Saint-Pierre                                                    |                                                        | À déterminer             | à géolocaliser                     | Image manquante |
| Monument aux morts                                                                     | À déterminer                                       | Angresse                 | À côté de l'église Saint-Pierre                                                                      |                                                        | À déterminer             | à géolocaliser                     | Monument aux morts |
| Monument aux morts                                                                     | À déterminer                                       | Arboucave                | À côté de l'église Saint-Germain                                                                     |                                                        | À déterminer             | à géolocaliser                     | Monument aux morts |
| Monument aux morts                                                                     | À déterminer                                       | Arengosse                | À déterminer                                                                                         |                                                        | À déterminer             | à géolocaliser                     | Image manquante |
| Monument aux morts                                                                     | À déterminer                                       | Argelos                  | Dans le vestibule de l'église Saint-Barthélemy                                                       |                                                        | À déterminer             | à géolocaliser                     | Image manquante |
| Monument aux morts                                                                     | À déterminer                                       | Argelouse                | Sur la façade de la mairie                                                                           |                                                        | À déterminer             | à géolocaliser                     | Monument aux morts |
| Monument aux morts                                                                     | À déterminer                                       | Arjuzanx                 | À côté de l'église Saint-Jean-Baptiste                                                               |                                                        | 1926                     | à géolocaliser                     | Monument aux morts |
| Monument aux morts                                                                     | À déterminer                                       | Arsague                  | À côté de l'église Saint-Pierre                                                                      |                                                        | À déterminer             | à géolocaliser                     | Image manquante |
| Monument aux morts                                                                     | À déterminer                                       | Artassenx                | À côté de l'église Saint-Jean-Baptiste                                                               |                                                        | À déterminer             | à géolocaliser                     | Monument aux morts |
| Monument aux morts                                                                     | À déterminer                                       | Arthez-d'Armagnac        | Devant la mairie                                                                                     |                                                        | À déterminer             | à géolocaliser                     | Image manquante |
| Monument aux morts                                                                     | À déterminer                                       | Arue                     | À côté de l'église                                                                                   |                                                        | 1925                     | à géolocaliser                     | Image manquante |
| Au mépris du danger (d) (monument aux morts)                                           | Copie d'après Eugène Bénet                         | Arx                      | À déterminer                                                                                         |                                                        | À déterminer             | à géolocaliser                     | Au mépris du danger (d) (monument aux morts) |
| Monument aux morts                                                                     | À déterminer                                       | Aubagnan                 | À côté de l'église Notre-Dame                                                                        |                                                        | À déterminer             | à géolocaliser                     | Image manquante |
| Statue de Jeanne d'Arc (monument aux morts)                                            | Copie d'après Charles Desvergnes par Marcel Marron | Audignon                 | Dans l'église Notre-Dame                                                                             | Représente Jeanne d'Arc.                               | À déterminer             | à géolocaliser                     | Image manquante |
| Monument aux morts                                                                     | À déterminer                                       | Audon                    | À côté de l'église Saint-Laurent                                                                     |                                                        | À déterminer             | à géolocaliser                     | Image manquante |
| Monument aux morts                                                                     | À déterminer                                       | Aureilhan                | À côté de l'église Sainte-Ruffine                                                                    |                                                        | À déterminer             | à géolocaliser                     | Monument aux morts |
| Monument aux morts                                                                     | À déterminer                                       | Aurice                   | À côté de l'église Notre-Dame                                                                        |                                                        | À déterminer             | à géolocaliser                     | Monument aux morts |
| Le Poilu mourant en défendant le Drapeau (monument aux morts)                          | À déterminer                                       | Azur                     | À déterminer                                                                                         |                                                        | À déterminer             | à géolocaliser                     | Le Poilu mourant en défendant le Drapeau (monument aux morts)                                                                                   |
| Ange de la Reconnaissance couronnant un soldat (monument aux morts)                    | Copie d'après Charles Desvergnes par Marcel Marron | Bahus-Soubiran           | Entre la mairie et l'église Saint-Jean-Baptiste                                                      |                                                        | À déterminer             | à géolocaliser                     | Image manquante |
| Aumônier assistant un soldat mourant (monument aux morts de 1914-1918)                 | Copie d'après Étienne Camus                        | Baigts                   | Dans l'église Notre-Dame-de-l'Assomption                                                             |                                                        | À déterminer             | à géolocaliser                     | Image manquante |
| Monument aux morts                                                                     | Descorp                                            | Banos                    | Sur la placette du Chanoine-Descorps                                                                 | Inscrit MH (2014).                                     | 1921                     | à géolocaliser                     | Monument aux morts |
| Monument aux morts                                                                     | À déterminer                                       | Bas-Mauco                | Devant la mairie                                                                                     |                                                        | À déterminer             | à géolocaliser                     | Image manquante |
| La Méninote (monument aux morts)                                                       | Cel le Gaucher                                     | Bascons                  | À côté de l'église Saint-Amand                                                                       | Également appelé Landaise en deuil. Inscrit MH (2014). | À déterminer             | 43° 49′ 14″ nord, 0° 25′ 07″ ouest | Monument aux morts de Bascons |
| Monument aux morts                                                                     | À déterminer                                       | Bassercles               | À déterminer                                                                                         |                                                        | 2011                     | à géolocaliser                     | Image manquante |
| Monument aux morts                                                                     | À déterminer                                       | Bastennes                | À côté de l'église Saint-Barthélemy                                                                  |                                                        | À déterminer             | à géolocaliser                     | Monument aux morts |
| Monument aux morts                                                                     | À déterminer                                       | Bats                     | À côté de l'église Sainte-Catherine                                                                  |                                                        | À déterminer             | à géolocaliser                     | Image manquante |
| Monument aux morts                                                                     | À déterminer                                       | Baudignan                | À déterminer                                                                                         |                                                        | À déterminer             | à géolocaliser                     | Image manquante |
| Monument aux morts                                                                     | À déterminer                                       | Bégaar                   | Sur la place des Anciens Combattants, en face de la mairie, à côté de l'église Saint-Pierre-ès-Liens |                                                        | À déterminer             | à géolocaliser                     | Monument aux morts |
| Monument aux morts                                                                     | À déterminer                                       | Belhade                  | À côté de l'église Saint-Vincent-de-Xaintes                                                          |                                                        | À déterminer             | à géolocaliser                     | Monument aux morts |
| Monument aux morts                                                                     | À déterminer                                       | Bélis                    | À côté de l'église Notre-Dame                                                                        |                                                        | À déterminer             | à géolocaliser                     | Image manquante |
| Monument aux morts                                                                     | À déterminer                                       | Bélus                    | À côté de l'église Notre-Dame-de-l'Assomption                                                        |                                                        | À déterminer             | à géolocaliser                     | Image manquante |
| Monument aux morts                                                                     | À déterminer                                       | Bénesse-lès-Dax          | Dans le cimetière, à côté de l'église Saint-Michel                                                   |                                                        | À déterminer             | à géolocaliser                     | Image manquante |
| Monument aux morts                                                                     | À déterminer                                       | Bénesse-Maremne          | À côté de l'église Saint-Martin                                                                      |                                                        | À déterminer             | à géolocaliser                     | Monument aux morts |
| Monument aux morts                                                                     | Jean-Éloi Ducom                                    | Benquet                  | Rond-point entre les avenues de l'Alsace, de l'Armagnac et du Marsan                                 |                                                        | À déterminer             | 43° 49′ 53″ nord, 0° 30′ 01″ ouest | Monument aux morts de Benquet |
| Monument aux morts                                                                     | À déterminer                                       | Bergouey                 | À côté de l'église Saint-André                                                                       |                                                        | À déterminer             | à géolocaliser                     | Image manquante |
| Monument aux morts                                                                     | À déterminer                                       | Betbezer-d'Armagnac      | Contre un mur du cimetière                                                                           |                                                        | À déterminer             | à géolocaliser                     | Image manquante |
| Monument aux morts                                                                     | À déterminer                                       | Beylongue                | À déterminer                                                                                         | Érigé[Quand ?] dans le cimetière.                      | 2019                     | à géolocaliser                     | Image manquante |
| Monument aux morts                                                                     | À déterminer                                       | Beyries                  | Dans le porche de l'église Saint-Blaise                                                              |                                                        | À déterminer             | à géolocaliser                     | Image manquante |
| Monument aux morts                                                                     | À déterminer                                       | Biarrotte                | Dans le cimetière, à côté de l'église Saint-Étienne                                                  |                                                        | À déterminer             | à géolocaliser                     | Monument aux morts |
| Monument aux morts                                                                     | Charles-Henri Pourquet                             | Bias                     | Devant la mairie                                                                                     |                                                        | À déterminer             | à géolocaliser                     | Image manquante |
| Monument aux morts                                                                     | À déterminer                                       | Biaudos                  | Dans le cimetière, à côté de l'église Saint-Pierre                                                   |                                                        | À déterminer             | à géolocaliser                     | Monument aux morts |
| Monument aux morts                                                                     | À déterminer                                       | Biganon                  | À côté de l'église Saint-Pierre-ès-Liens                                                             |                                                        | À déterminer             | à géolocaliser                     | Monument aux morts |
| Monument aux morts                                                                     | À déterminer                                       | Biscarosse               | Au chevet de l'église Saint-Martin                                                                   |                                                        | À déterminer             | à géolocaliser                     | Monument aux morts |
| Monument aux morts                                                                     | À déterminer                                       | Bonnegarde               | Dans le cimetière, à côté de l'église Saint-Pierre-ès-Liens                                          |                                                        | À déterminer             | à géolocaliser                     | Image manquante |
| Monument aux morts                                                                     | À déterminer                                       | Boos                     | À côté de l'église Saint-Pierre                                                                      |                                                        | À déterminer             | à géolocaliser                     | Monument aux morts |
| Monument aux morts                                                                     | À déterminer                                       | Bordères-et-Lamensans    | À l'entrée du cimetière, à côté de l'église Saint-Sigismond                                          |                                                        | À déterminer             | à géolocaliser                     | Image manquante |
| Monument aux morts                                                                     | À déterminer                                       | Bostens                  | À côté de l'église Sainte-Marie                                                                      |                                                        | À déterminer             | à géolocaliser                     | Image manquante |
| Monument aux morts                                                                     | À déterminer                                       | Bougue                   | À côté de l'église Saint-Candide                                                                     |                                                        | À déterminer             | à géolocaliser                     | Image manquante |
| Monument aux morts                                                                     | À déterminer                                       | Bourdalat                | À côté de l'église Saint-Jean-Baptiste                                                               |                                                        | À déterminer             | à géolocaliser                     | Monument aux morts |
| Monument aux morts de Bergonce                                                         | À déterminer                                       | Bourriot-Bergonce        | À côté de l'église Saint-Jean-de-la-Porte-Latine                                                     |                                                        | À déterminer             | à géolocaliser                     | Image manquante |
| Monument aux morts de Bourriot                                                         | À déterminer                                       | Bourriot-Bergonce        | À côté de l'église Saint-Martin                                                                      |                                                        | À déterminer             | à géolocaliser                     | Monument aux morts de Bourriot |
| Monument aux morts                                                                     | À déterminer                                       | Brassempouy              | À côté de l'église Saint-Sernin                                                                      |                                                        | À déterminer             | à géolocaliser                     | Image manquante |
| Monument aux morts                                                                     | À déterminer                                       | Bretagne-de-Marsan       | À déterminer                                                                                         |                                                        | À déterminer             | à géolocaliser                     | Image manquante |
| Pietà (monument aux morts)                                                             | Copie d'après Charles Desvergnes                   | Brocas                   | Dans l'église Saint-Jean-Baptiste                                                                    | Représente une Pietà.                                  | À déterminer             | à géolocaliser                     | Pietà (monument aux morts) |
| Monument aux morts                                                                     | À déterminer                                       | Brocas                   | Dans le cimetière                                                                                    |                                                        | 2002                     | à géolocaliser                     | Monument aux morts |
| Monument aux morts                                                                     | À déterminer                                       | Buanes                   | Dans le cimetière, à côté de l'église Saint-Philippe-et-Saint-Jacques                                |                                                        | À déterminer             | à géolocaliser                     | Image manquante |
| Monument aux morts                                                                     | À déterminer                                       | Cachen                   | En face du cimetière                                                                                 |                                                        | À déterminer             | 44° 04′ 09″ nord, 0° 25′ 54″ ouest | Image manquante |
| Monument aux morts                                                                     | À déterminer                                       | Campagne                 | À côté de l'église Saint-Pantaléon                                                                   |                                                        | À déterminer             | à géolocaliser                     | Monument aux morts |
| Monument aux marins morts                                                              | À déterminer                                       | Capbreton                | Dans l'église Saint-Nicolas                                                                          |                                                        | À déterminer             | à géolocaliser                     | Monument aux marins morts |
| Le Vainqueur avec drapeau (monument aux morts)                                         | Copie d'après Charles-Henri Pourquet               | Capbreton                | À côté de l'église Saint-Nicolas                                                                     |                                                        | À déterminer             | à géolocaliser                     | Le Vainqueur avec drapeau (monument aux morts)« Monument aux morts de 1914-1918 à Capbreton », sur À nos grands hommes                          |
| Monument à l'équipage du Consolidated B-24 Liberator abattu le 27 mars 1944            | À déterminer                                       | Capbreton                | À déterminer                                                                                         |                                                        | 2004                     | à géolocaliser                     | Monument à l'équipage du Consolidated B-24 Liberator abattu le 27 mars 1944                                                                     |
| Monument aux morts                                                                     | À déterminer                                       | Castelner                | À déterminer                                                                                         |                                                        | À déterminer             | à géolocaliser                     | Monument aux morts |
| Monument aux morts,                                                                    | Édouard Cazaux                                     | Castets                  | Rue de l'Église                                                                                      | Inscrit MH (2014).                                     | 1924                     | à géolocaliser                     | Monument aux morts« Monument aux morts de 1914-1918 à Castets », sur À nos grands hommes,« Monument aux morts à Castets », sur e-monumen        |
| Monument aux morts                                                                     | À déterminer                                       | Cauna                    | Contre un façade de l'église Saint-Barthélemy                                                        |                                                        | À déterminer             | à géolocaliser                     | Monument aux morts |
| Monument aux morts                                                                     | À déterminer                                       | Caupenne                 | À déterminer                                                                                         |                                                        | À déterminer             | à géolocaliser                     | Monument aux morts |
| Monument aux morts                                                                     | À déterminer                                       | Cazalis                  | À déterminer                                                                                         |                                                        | À déterminer             | à géolocaliser                     | Monument aux morts |
| Monument aux morts                                                                     | Henri Charlier                                     | Commensacq               | À côté de l'église Saint-Martin                                                                      | Représente un soldat mort, étendu face à une croix     | 1921                     | à géolocaliser                     | Monument aux morts |
| Monument aux morts                                                                     | Firmin Michelet                                    | Dax                      | Dans le square Max-Moras                                                                             |                                                        | 1922                     | à géolocaliser                     | Monument aux morts« Monument aux morts de 1914-1918 à Dax », sur À nos grands hommes                                                            |
| Monument aux morts des anciens instituteurs landais                                    | Ernest Gabard                                      | Dax                      | Dans la cour de l'institut du thermalisme (anciennement école Normale)                               | Inscrit MH (2015).                                     | 1920                     | à géolocaliser                     | Monument aux morts des anciens instituteurs landais                                                                                             |
| Monument aux maquisards fusillés le 13 juin 1944                                       | À déterminer                                       | Dax                      | Dans le bois de Boulogne                                                                             |                                                        | À déterminer             | à géolocaliser                     | Monument aux maquisards fusillés le 13 juin 1944                                                                                                |
| Monument aux morts                                                                     | À déterminer                                       | Escource                 | Au chevet de l'église Saint-Martin-et-Saint-Roch                                                     |                                                        | À déterminer             | à géolocaliser                     | Monument aux morts |
| Monument aux morts                                                                     | À déterminer                                       | Estibeaux                | À déterminer                                                                                         |                                                        | À déterminer             | à géolocaliser                     | Monument aux morts |
| Monument aux morts                                                                     | À déterminer                                       | Gamarde-les-Bains        | À côté de l'église Saint-Pierre                                                                      |                                                        | À déterminer             | à géolocaliser                     | Monument aux morts |
| Monument aux morts                                                                     | Hippolyte Miquel                                   | Gamarde-les-Bains        | Dans l'église Saint-Pierre                                                                           |                                                        | À déterminer             | à géolocaliser                     | Monument aux morts |
| Poilu au repos (monument aux morts)                                                    | Copie d'après Étienne Camus                        | Garein                   | À côté de l'église Notre-Dame                                                                        |                                                        | À déterminer             | à géolocaliser                     | Image manquante |
| Poilu enveloppé dans les plis du drapeau (monument aux morts)                          | Copie d'après Charles-Henri Pourquet               | Gaas                     | À déterminer                                                                                         |                                                        | À déterminer             | à géolocaliser                     | Image manquante |
| Monument aux morts                                                                     | À déterminer                                       | Geaune                   | À côté de l'église Saint-Jean-Baptiste                                                               |                                                        | À déterminer             | à géolocaliser                     | Monument aux morts |
| Monument aux morts                                                                     | À déterminer                                       | Grenade-sur-l'Adour      | À déterminer                                                                                         |                                                        | À déterminer             | à géolocaliser                     | Monument aux morts |
| Monument aux morts                                                                     | Ernest Gabard                                      | Herm                     | À déterminer                                                                                         |                                                        | À déterminer             | à géolocaliser                     | Monument aux morts |
| Monument aux morts                                                                     | À déterminer                                       | Heugas                   | À déterminer                                                                                         |                                                        | À déterminer             | à géolocaliser                     | Monument aux morts |
| Monument aux morts                                                                     | À déterminer                                       | Labenne                  | Rue des Écoles                                                                                       | Inscrit MH (2014).                                     | À déterminer             | à géolocaliser                     | Monument aux morts |
| Monument aux morts,                                                                    | Raoul Lamourdedieu                                 | Labouheyre               | Derrière l'église Saint-Jacques                                                                      |                                                        | 1921                     | à géolocaliser                     | Monument aux morts« Monuments aux morts de 1914-1918 à Labouheyre », sur À nos grands hommes,« Monument aux morts à Labouheyre », sur e-monumen |
| Monument aux morts                                                                     | Robert Wlérick                                     | Labrit                   | Sur la place de l'Église                                                                             | Inscrit MH (2014).                                     | 1922                     | à géolocaliser                     | Monument aux morts« Monuments aux morts de 1914-1918 à Labrit », sur À nos grands hommes                                                        |
| Monument aux morts                                                                     | À déterminer                                       | Larrivière-Saint-Savin   | À déterminer                                                                                         |                                                        | À déterminer             | à géolocaliser                     | Monument aux morts |
| Monument aux morts                                                                     | À déterminer                                       | Le Leuy                  | À déterminer                                                                                         |                                                        | À déterminer             | à géolocaliser                     | Monument aux morts |
| Monument aux morts                                                                     | À déterminer                                       | Le Vignau                | À côté de l'église Notre-Dame-de-l'Assomption                                                        |                                                        | À déterminer             | à géolocaliser                     | Image manquante |
| Monument aux morts                                                                     | Henri Antoine Poublan                              | Lesgor                   | À déterminer                                                                                         |                                                        | À déterminer             | à géolocaliser                     | Monument aux morts |
| Pietà (monument aux morts)                                                             | À déterminer                                       | Lesperon                 | Dans l'église Saint-Hilaire                                                                          | Représente une Pietà.                                  | À déterminer             | à géolocaliser                     | Pietà (monument aux morts) |
| La Résistance (monument aux morts)                                                     | Copie d'après Charles-Henri Pourquet               | Lesperon                 | À déterminer                                                                                         |                                                        | À déterminer             | à géolocaliser                     | La Résistance (monument aux morts) |
| Monument aux morts                                                                     | À déterminer                                       | Meilhan                  | À déterminer                                                                                         |                                                        | À déterminer             | à géolocaliser                     | Monument aux morts |
| Monument aux morts                                                                     | À déterminer                                       | Misson                   | À déterminer                                                                                         | Inscrit MH (2014).                                     | À déterminer             | à géolocaliser                     | Image manquante |
| Monument aux morts                                                                     | À déterminer                                       | Moliets-et-Maa           | À côté de l'église                                                                                   |                                                        | À déterminer             | 43° 50′ 56″ nord, 1° 21′ 31″ ouest | Monument aux morts de Moliets-et-Maa |
| Monument aux morts                                                                     | Copie d'après Charles Despiau                      | Mont-de-Marsan           | Dans le square des Anciens-Combattants                                                               |                                                        | 1981                     | 43° 53′ 34″ nord, 0° 29′ 51″ ouest | Monument aux morts de Mont-de-Marsan |
| Monument aux morts                                                                     | À déterminer                                       | Montaut                  | À déterminer                                                                                         |                                                        | À déterminer             | à géolocaliser                     | Monument aux morts |
| Monument aux morts                                                                     | À déterminer                                       | Morcenx                  | Sur la place du Maréchal-Leclerc                                                                     |                                                        | À déterminer             | à géolocaliser                     | Image manquante |
| Monument aux morts                                                                     | Henri Antoine Poublan                              | Moustey                  | Sur la place de la Mairie                                                                            |                                                        | 1920                     | à géolocaliser                     | Monument aux morts« Monument aux morts à Moustey », sur e-monumen                                                                               |
| Monument aux morts                                                                     | À déterminer                                       | Ondres                   | Devant l'église Saint-Pierre                                                                         |                                                        | À déterminer             | à géolocaliser                     | Monument aux morts |
| Monument aux morts                                                                     | Henri Charlier                                     | Onesse-et-Laharie        | Dans le cimetière                                                                                    | Inscrit MH (2005).                                     | 1925                     | à géolocaliser                     | Monument aux morts |
| Monument aux morts                                                                     | À déterminer                                       | Parentis-en-Born         | Intersection de la RD 140 et de la RD 652                                                            |                                                        | À déterminer             | à géolocaliser                     | Monument aux morts |
| Monument aux morts                                                                     | À déterminer                                       | Perquie                  | Dans le cimetière                                                                                    | Inscrit MH (2014).                                     | À déterminer             | à géolocaliser                     | Image manquante |
| Monument aux morts                                                                     | À déterminer                                       | Peyrehorade              | À côté de l'église Saint-Martin                                                                      | Inscrit MH (2014).                                     | À déterminer             | 43° 32′ 43″ nord, 1° 06′ 14″ ouest | Monument aux morts de Peyrehorade |
| Monument aux morts                                                                     | Henri Antoine Poublan                              | Pissos                   | À côté de l'église Saint-Pierre                                                                      |                                                        | À déterminer             | à géolocaliser                     | Monument aux morts |
| Monument aux morts                                                                     | À déterminer                                       | Pontenx-les-Forges       | À déterminer                                                                                         |                                                        | À déterminer             | à géolocaliser                     | Image manquante |
| Monument aux morts                                                                     | Ernest-Eugène Chrétien                             | Pontonx-sur-l'Adour      | Avenue du Marensin, près de l'église Sainte-Eugénie                                                  |                                                        | 1920                     | à géolocaliser                     | Monument aux morts« Monument aux morts de 1914-1918 à Pontonx-sur-l'Adour », sur À nos grands hommes                                            |
| Monument aux morts                                                                     | À déterminer                                       | Pouydesseaux             | À déterminer                                                                                         |                                                        | À déterminer             | à géolocaliser                     | Monument aux morts |
| Poilu enveloppé dans les plis du drapeau (monument aux morts)                          | Copie d'après Charles-Henri Pourquet               | Poyanne                  | Sur la place de la Mairie                                                                            |                                                        | À déterminer             | à géolocaliser                     | Image manquante |
| Le Baiser au Héros (monument aux morts)                                                | Copie d'après Charles-Henri Pourquet               | Rion-des-Landes          | Sur la place des Tilleuls                                                                            |                                                        | 1923                     | à géolocaliser                     | Le Baiser au Héros (monument aux morts) |
| Monument aux morts                                                                     | À déterminer                                       | Roquefort                | À côté de l'église Sainte-Marie                                                                      | Érigé[Où ?] en 1922. Sa structure a été modifiée.      | 1979                     | à géolocaliser                     | Monument aux morts |
| Monument aux morts                                                                     | À déterminer                                       | Saint-Avit               | À côté de l'église Saint-Avit                                                                        |                                                        | À déterminer             | à géolocaliser                     | Monument aux morts |
| Monument aux morts                                                                     | À déterminer                                       | Saint-Martin-de-Seignanx | Allée du souvenir                                                                                    |                                                        | À déterminer             | à géolocaliser                     | Monument aux morts |
| Monument aux morts                                                                     | À déterminer                                       | Saint-Maurice-sur-Adour  | Contre le chevet de l'église Saint-Maurice                                                           |                                                        | À déterminer             | à géolocaliser                     | Monument aux morts |
| Monument aux morts                                                                     | À déterminer                                       | Saint-Pandelon           | À côté de l'église Saint-Pantaléon-et-Saint-Barthélemy                                               |                                                        | À déterminer             | à géolocaliser                     | Monument aux morts |
| Monument aux morts dans les combats de la libération de Mont-de-Marsan du 21 août 1944 | À déterminer                                       | Saint-Pierre-du-Mont     | Au bord de l'avenue du Corps-Franc-Pommiès (RD 624)                                                  |                                                        | inauguré le 21 août 1945 | 43° 53′ 07″ nord, 0° 31′ 32″ ouest | Monument aux morts dans les combats du 21 août 1944                                                                                             |
| Debout les Morts ! (monument aux morts)                                                | Copie d'après Edmond Chrétien                      | Saint-Sever              | Dans le parc de Toulouzette, près des arènes                                                         | Érigé en 1922 sur la place du Tour de Sol.             | 1964                     | à géolocaliser                     | Image manquante |
| Monument aux morts                                                                     | Édouard Cazaux                                     | Saint-Vincent-de-Tyrosse | À côté de l'église Saint-Vincent-Diacre                                                              |                                                        | À déterminer             | à géolocaliser                     | Monument aux morts |
| Monument aux morts                                                                     | À déterminer                                       | Saint-Yaguen             | À déterminer                                                                                         |                                                        | À déterminer             | à géolocaliser                     | Monument aux morts |
| Monument aux morts                                                                     | À déterminer                                       | Saubion                  | Dans l'église Notre-Dame                                                                             |                                                        | À déterminer             | à géolocaliser                     | Monument aux morts |
| Monument aux morts                                                                     | Martial Caumont                                    | Seignosse                | À déterminer                                                                                         |                                                        | 1922                     | à géolocaliser                     | Monument aux morts« Monuments aux morts de la guerre 1914-1918 à Seignosse », sur À nos grands hommes                                           |
| Monument aux morts                                                                     | À déterminer                                       | Sort-en-Chalosse         | Dans le cimetière                                                                                    |                                                        | À déterminer             | à géolocaliser                     | Monument aux morts |
| Pietà (monument aux morts de 1914-1918)                                                | À déterminer                                       | Soustons                 | Dans l'église Saint-Pierre                                                                           | Représente une Pietà.                                  | À déterminer             | à géolocaliser                     | Pietà (monument aux morts de 1914-1918) |
| Monument aux morts                                                                     | À déterminer                                       | Soustons                 | À déterminer                                                                                         |                                                        | À déterminer             | à géolocaliser                     | Monument aux morts |
| Monument aux morts                                                                     | À déterminer                                       | Taller                   | Devant la mairie                                                                                     |                                                        | À déterminer             | à géolocaliser                     | Monument aux morts |
| Monument aux morts                                                                     | À déterminer                                       | Tartas                   | À déterminer                                                                                         |                                                        | À déterminer             | à géolocaliser                     | Monument aux morts |
| Monument aux morts                                                                     | À déterminer                                       | Tercis-les-Bains         | Dans l'église Saint-Pierre                                                                           |                                                        | À déterminer             | à géolocaliser                     | Image manquante |
| Monument aux morts                                                                     | À déterminer                                       | Téthieu                  | À côté de l'église Saint-Laurent                                                                     |                                                        | À déterminer             | à géolocaliser                     | Monument aux morts |
| Monument aux morts                                                                     | À déterminer                                       | Tilh                     | À côté de l'église Saint-Pierre-ès-Liens                                                             |                                                        | À déterminer             | à géolocaliser                     | Monument aux morts |
| Poilu baïonnette au canon (d) (monument aux morts)                                     | Copie d'après Étienne Camus                        | Tosse                    | À côté de l'église Saint-Sever                                                                       |                                                        | À déterminer             | à géolocaliser                     | Poilu baïonnette au canon (d) (monument aux morts)                                                                                              |
| La France victorieuse (monument aux morts)                                             | À déterminer                                       | Toulouzette              | À déterminer                                                                                         |                                                        | À déterminer             | à géolocaliser                     | La France victorieuse (monument aux morts) |
| Monument aux morts                                                                     | À déterminer                                       | Trensacq                 | À côté de l'église Saint-Martin-et-Saint-Eutrope                                                     |                                                        | À déterminer             | à géolocaliser                     | Image manquante |
| Monument aux morts                                                                     | À déterminer                                       | Uchacq-et-Parentis       | À côté de l'église                                                                                   |                                                        | À déterminer             | à géolocaliser                     | Image manquante |
| Monument aux morts                                                                     | À déterminer                                       | Urgons                   | Dans le cimetière                                                                                    |                                                        | À déterminer             | à géolocaliser                     | Image manquante |
| Monument aux morts                                                                     | À déterminer                                       | Uza                      | Dans l'église Saint-Louis                                                                            |                                                        | À déterminer             | à géolocaliser                     | Monument aux morts |
| Statue de Saint Louis (monument aux morts)                                             | Henri Charlier                                     | Uza                      | À côté de l'étang de la forge                                                                        | Inscrit MH (2014). Représente Louis IX.                | 1926                     | à géolocaliser                     | Statue de Saint Louis (monument aux morts) |
| Monument aux morts                                                                     | À déterminer                                       | Vert                     | À côté de l'église Saint-Vincent                                                                     |                                                        | À déterminer             | à géolocaliser                     | Monument aux morts |
| Monument aux morts                                                                     | À déterminer                                       | Vicq-d'Auribat           | À côté de l'église Saint-Vincent-Diacre                                                              |                                                        | À déterminer             | à géolocaliser                     | Image manquante |
| Monument aux morts                                                                     | À déterminer                                       | Vielle-Tursan            | À côté de l'église Saint-Jean-Baptiste                                                               |                                                        | À déterminer             | à géolocaliser                     | Monument aux morts |
| Monument aux morts                                                                     | À déterminer                                       | Vielle-Saint-Girons      | À côté de l'église Notre-Dame                                                                        |                                                        | À déterminer             | à géolocaliser                     | Monument aux morts |
| Monument aux morts                                                                     | À déterminer                                       | Vielle-Soubiran          | À côté de l'église Saint-Jean-Baptiste                                                               |                                                        | À déterminer             | à géolocaliser                     | Image manquante |
| Monument aux morts                                                                     | À déterminer                                       | Vieux-Boucau-les-Bains   | À déterminer                                                                                         |                                                        | À déterminer             | à géolocaliser                     | Monument aux morts |
| Monument aux morts                                                                     | À déterminer                                       | Villenave                | Dans le cimetière                                                                                    |                                                        | À déterminer             | à géolocaliser                     | Image manquante |
| Monument aux morts                                                                     | À déterminer                                       | Villeneuve-de-Marsan     | À déterminer                                                                                         |                                                        | À déterminer             | à géolocaliser                     | Image manquante |
| Monument aux morts                                                                     | À déterminer                                       | Villeneuve-de-Marsan     | Dans l'église Saint-Hippolyte                                                                        |                                                        | À déterminer             | à géolocaliser                     | Image manquante |
| Monument aux morts                                                                     | À déterminer                                       | Ychoux                   | Sur la place de la Mairie                                                                            |                                                        | À déterminer             | à géolocaliser                     | Monument aux morts |
| Poilu montant la garde avec baïonnette (monument aux morts)                            | Copie d'après Jules Pollacchi                      | Ygos-Saint-Saturnin      | À côté de l'église Saint-Pierre                                                                      |                                                        | À déterminer             | à géolocaliser                     | Poilu montant la garde avec baïonnette (monument aux morts)                                                                                     |
| Monument aux morts                                                                     | À déterminer                                       | Yzosse                   | Dans le cimetière                                                                                    |                                                        | À déterminer             | à géolocaliser                     | Image manquante |